# Герсеванов Михайло Миколайович
Герсева́нов Михайло Миколайович (25 березня (6 квітня) 1830), с. Нікополь, тепер Барвінківського району Харківської області — 16 (29) травня 1907, Санкт-Петербург) — російський інженер-будівельник і вчений у галузі гідротехніки. Основні праці стосуються морської гідротехніки, а також гідрографії та іригації Кавказу. Директор Інституту інженерів шляхів (1883—1901). Один з організаторів і керівників Російського технічного товариства.

## Біографія
1851 року закінчив Головне інженерне училище в Петербурзі, від 1857 року викладав у ньому. Впродовж 1862—1868 років працював консультантом на будівництві Кронштадтського, Миколаївського, Одеського, Керченського та інших портів. Після того був головним інженером цивільних споруд на Кавказі, під його керівництвом споруджено 500 км військово-стратегічних шосейних доріг. Від 1883 по 1901 рік очолював Інститут інженерів шляхів, започаткував друк збірки наукових праць інституту. Впродовж 1885—1893 років одночасно був заступником голови комісії облаштування морських портів Російської імперії. 

## Праці
Основні свої праці Герсеванов присвятив висвітленню проблем морської гідротехніки, іригації та опису гідрографії Кавказу.
- Лекции о морских сооружениях. В 3-х тт. СПб., 1861-1862. — теоретичне обґрунтування процесів взаємодії морських споруд з середовищем[3].
- Записки строительного искусства. СПб., 1863;
- Кавказские железные дороги. М., 1874;
- Очерк гидрографии Кавказского края, с двумя картами. СПб., 1886;
- Курс портовых сооружений. СПб., 1907.

## Публіцистичні твори
- Воспоминания о моем детстве. — Х. : тип. Штаба 10-го армейского корпуса, 1914.

## Родина
Син, Герсеванов Микола Михайлович, знаний фахівець з механіки ґрунтів, член-кореспондент Академії наук СРСР.